# 萊斯拉普村 (密歇根州)
萊斯拉普村（英語：Lathrup Village，/ˈleɪθrəp/ LAY-thrəp）是一個位於美國密歇根州奧克蘭縣的城市。

## 人口
根據2020年美國人口普查的數據，萊斯拉普村的面積為3.90平方千米，當中陸地面積為3.90平方千米，而水域面積為0.00平方千米。當地共有人口4088人，而人口密度為每平方千米1,048人。